# Голинський Петро
О. Петро Голинський (5 липня 1892, Підгайчики — 27 червня 1974, Мюнхен) — церковний і педагогічний діяч у Перемишлі, священник УГКЦ, прелат, ініціатор утворення української гілки чину Салезіан; у 1948 році виклав у духовній семінарії в Гіршберґу, з 1949 року — генеральний вікарій, Апостольський візитатор у Німеччині, підхорунжий УГА.

## Життєпис
Народився в селі Підгайчики, Самбірського повіту. Гімназію закінчив у Самборі, а потім відвідував богословські студії у Львові та Інсбруку. Під час Першої світової війни був в австрійській армії, а після на 1 листопада 1918 року зголосився вступити до Української Галицької Армії. Спочатку працював у Повітовому комісаріаті в Рудках, а пізніше в травні 1919 року добровольцем пішов на фронт як підхорунжий 2-ї батареї 8-ї Самбірської бригади, де він залишався до кінця війни. У травні 1920 року був поміщений у в'язницю «ЧК» в Харкові. Після успішної втечі в серпні 1920 року через Москву, був в змозі дістатися до Відня, звідки переїхав у табір для інтернованих в Ліберці, а потім до робочої сотні (сот. Федик) в Празі.
Висвячений на священика УГКЦ 27 грудня 1922 року. Опісля жив у Мюнхені, був генеральним вікарієм українських католиків у Західній Європі.